# Thracische muziek

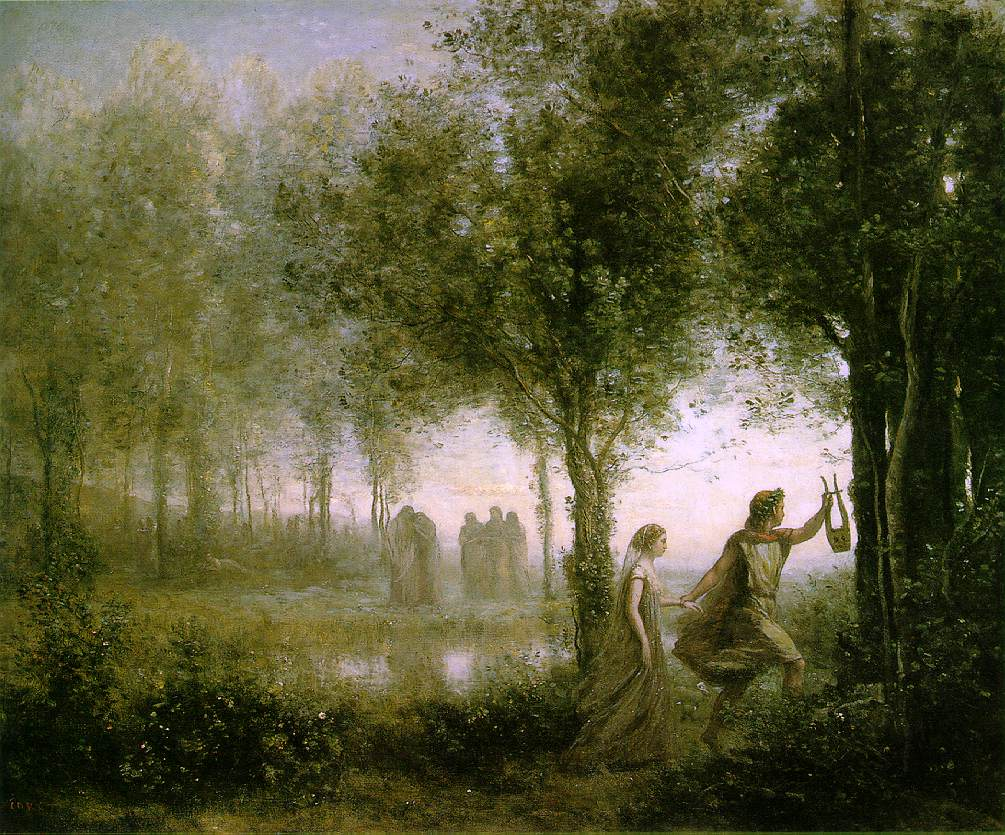
Muziekgod Orpheus, geschilderd door Camille Corot

De Thracische muziek was in de Griekse oudheid een zeer goed ontwikkelde muzieksoort uit het land Thracië. De legendarische zingende god Orpheus was volgens de Griekse mythologie afkomstig uit Thracië. Ook tegenwoordig nog heeft de regio veel muzikale tradities.
De gaida (een soort doedelzak), de klarinet, de daouli en de toumbeleki waren in de oudheid de belangrijkste muziekinstrumenten uit de streek. Vooral de gaida was zeer typerend voor Thracië, en dat instrument werd dan ook sinds de Romeinse oudheid in geheel Oost-Europa populair. De Thracische variant werd en wordt de avlos genoemd. In de Thracische volksmuziek, het belangrijkste deel uit de Thracische muziek, was bovendien de lier een veel gebruikt muziekinstrument. Tot slot kwam er ook veel zang in de muziek voor.
In Thracië werden in principe twee soorten muziek beoefend: de officiële, hoffelijke muziek en de volksmuziek. De eerstgenoemde officiële muziek is tegenwoordig vrijwel uitgestorven, en de klank ervan is nauwelijks te achterhalen. De oude Griekse muzieknotatiesystemen, waarin ook de Thracische muziek werd opgeschreven, zijn tegenwoordig niet meer te lezen. 
De oude Thracische volksmuziek is de voorloper van wat wij tegenwoordig kennen als typische Bulgaarse, Macedonische of Turkse muziek. De Thracische muziek kende (en kent nog steeds) veel afwijkende maatsoorten (te denken aan 5/8, 6/8 etc.) en ritmewisselingen. Bij deze maatsoorten horen in veel gevallen speciale dansen, zoals:
- Hassapia
- Kallinitikos
- Kouseftos
- Mandilatos (Mandra)
- Stis tris
- Syngathistos
- Xesyrtos
- Zonaradikos
- Paidushko